# Grand Prix d'Ouverture La Marseillaise 1984
Il Grand Prix d'Ouverture La Marseillaise 1984, conosciuto anche come Grand Prix de Bessèges, quinta edizione della corsa, si svolse il 7 febbraio 1984 su un percorso di 128 km. La vittoria fu appannaggio del belga Eddy Planckaert, che completò il percorso in 3h30'10", alla media di 36,542 km/h, precedendo lo svizzero Gilbert Glaus ed il francese Pascal Jules.

## Ordine d'arrivo (Top 5)
| Pos. | Corridore           | Squadra    | Tempo    |
| ---- | ------------------- | ---------- | -------- |
| 1    | Eddy Planckaert     | Panasonic  | 3h30'10" |
| 2    | Gilbert Glaus       | Cilo       | s.t.     |
| 3    | Pascal Jules        | Renault    | s.t.     |
| 4    | Bruno Wojtinek      | Renault    | s.t.     |
| 5    | Yvan Frebert        | Renault    | s.t.     |
| 6    | Yves Beau           | La Redoute | s.t.     |
| 7    | Kim Andersen        | Coop       | s.t.     |
| 8    | Philippe Delaurier  | La Redoute | s.t.     |
| 9    | Gilles Mas          | Skil       | s.t.     |
| 10   | Marcel Russenberger | Cilo       | s.t.     |